# Championnats du monde d'aquathlon 2023
Navigation
Édition précédente Édition suivante
Les championnats du monde d'aquathlon 2023, vingt-cinquième édition des championnats du monde d'aquathlon, ont lieu le 1er mai 2023 à Ibiza en Espagne. Ils sont organisés par la Fédération internationale de triathlon (ITU).

## Résultats[1]
| Distances course (kilomètres) | Distances course (kilomètres) |
| Natation                      | Course à pied                 |
| ----------------------------- | ----------------------------- |
| 1                             | 5                             |

| Rang               | Athlète                  | Pays | Temps       |
| ------------------ | ------------------------ | ---- | ----------- |
| Médaille d'or      | Cristian Fernandez Nieto |      | 29 min 4 s  |
| Médaille d'argent  | Christopher Perham       |      | 29 min 8 s  |
| Médaille de bronze | Jimmy Lund               |      | 29 min 13 s |

| Rang               | Athlète            | Pays | Temps       |
| ------------------ | ------------------ | ---- | ----------- |
| Médaille d'or      | Zsanett Bragmayer  |      | 32 min 56 s |
| Médaille d'argent  | Margareta Vrablova |      | 33 min 5 s  |
| Médaille de bronze | Céline Kaiser      |      | 33 min 10 s |